# HD201616
HD201616 — хімічно пекулярна зоря спектрального класу
A1 й має  видиму зоряну величину в смузі V приблизно  6,1.
Вона  розташована на відстані близько 478,9 світлових років від Сонця.

## Фізичні характеристики
Зоря HD201616 обертається 
досить швидко 
навколо своєї осі. Проєкція її екваторіальної швидкості на промінь зору становить  Vsin(i)= 65км/сек.

## Пекулярний хімічний склад
Зоряна атмосфера HD201616 має підвищений вміст 
Si
.